# Dollern
Dollern település Németországban, azon belül Alsó-Szászország tartományban. Lakosainak száma 2238 fő (2023. december 31.). Dollern Agathenburg, Guderhandviertel, Stade, Deinste és Horneburg községekkel határos.

## Népesség
A település népességének változása:
| Lakosok száma | 2072 | 2052 | 2118 | 2220 | 2253 | 2238 |
|               | 2016 | 2017 | 2019 | 2021 | 2022 | 2023 |